# Reitano
Reitano est une commune italienne de la province de Messine, dans la région Sicile.

## Administration
| Période                                  | Période | Identité | Étiquette | Qualité |
| ---------------------------------------- | ------- | -------- | --------- | ------- |
|                                          |         |          |           |         |
| Les données manquantes sont à compléter. |         |          |           |         |

### Hameaux
Villa Margi.

### Communes limitrophes
Mistretta, Motta d'Affermo, Pettineo, Santo Stefano di Camastra.